# یواس‌اس ودسوورت (دی‌دی-۶۰)
یواس‌اس ودزوورث (دی‌دی-۶۰) (به انگلیسی: USS Wadsworth (DD-60)) یک ناوشکن کلاس تاکر بود که به سفارش نیروی دریایی ارتش ایالات متحدۀ آمریکا ساخته شد. طول آن ۳۱۵ فوت ۳ اینچ (۹۶٫۰۹ متر) بوده و در سال ۱۹۱۵ ساخته شد. این ناوشکن اولین شناور ارتش ایالات متحده است که به افتخار ژنرال الکساندر اسکامل ودزوورث (به انگلیسی: Alexander Scammel Wadsworth) نام‌گذاری شده‌است.

ساخت این کشتی در سال 1914 در کارخانۀ صنایع فلزی بث شروع شد و در سال 1915 به پایان رسید. طول آن کمی بیشتر از 96 متر، عرض آن 9.1 متر و زون آن در حدود 1080 تن بود. این شناور به 4 توپ 100میلی‌متری و 8 اژدر 533 میلی‌متری مسلّح شده بود.